# Aphrophora harimaensis
Aphrophora harimaensis är en insektsart som beskrevs av Matsumura 1904. Aphrophora harimaensis ingår i släktet Aphrophora och familjen spottstritar. Inga underarter finns listade i Catalogue of Life.